# Stanislav Aseyev
Stanislav Aséyev (en ucraniano: Станіслав Володимирович Асєєв, n. 1989) es un escritor y periodista ucraniano. Su obra más conocida es la novela The Melchior Elephant (2016). En mayo de 2014, durante la guerra del Donbás, su ciudad natal de Donetsk, Ucrania, cayó bajo el control de los militantes prorrusos y el escritor se quedó allí. Durante 2015 - 2017, Stanislav estaba publicando sus informes (escribiendo bajo el seudónimo Stanislav Vasin) para el periódico Mirror Weekly y otros medios ucranianos, antes del 2 de junio, cuando desapareció. El 16 de julio, un agente del "Ministerio de Seguridad del Estado" de la RPD confirmó que fue secuestrado por militantes de la autoproclamada República Popular de Donetsk (RPD). Entonces Amnistía Internacional y la Organización para la Seguridad y la Cooperación en Europa pidieron su liberación inmediata.

## Biografía
Stanislav Aséyev nació en Donetsk en 1989. En 2006, se graduó de la escuela secundaria en la ciudad de Makíivka y comenzó cursos en el Instituto de Informática e Inteligencia Artificial de la Universidad Técnica Nacional de Donetsk. Allí obtuvo una Maestría en Estudios Religiosos con Honores en 2012.
Como se describió en la biografía publicada en la revista Yúnost, después de licenciarse en la Universidad, Stanislav viajó a París, solicitó el servicio en la Legión Extranjera Francesa, luego regresó a Ucrania y probó muchas profesiones (cargador, pasante en el banco, sepulturero, operador en la compañía de correo, dependiente).
Sus intereses filosóficos incluyen la ontología francesa y alemana del siglo XX.

## Trabajo durante la guerra del Donbás
Los medios independientes no pueden informar desde el territorio controlado por la República Popular de Donetsk (RPD). Stanislav Aséyev se quedó en Donetsk desde que fue capturado por militantes prorrusos en 2014. Su compañero de estudios y exdiputado Yehor Fírsov informó sobre la desaparición de Stanislav el 6 de junio, acusando a los milicianos de secuestro respaldados por Rusia. Más tarde, este hecho fue denunciado por el Servicio de Seguridad de Ucrania, la Misión de Observación de las Naciones Unidas sobre los Derechos Humanos en Ucrania del Consejo de Seguridad de las Naciones Unidas y el Sindicato de Periodistas de Ucrania. Su último informe fue para el proyecto de RFE / RL Donbass Realities, enviado el 2 de junio de 2017 (discutible si fue realmente escrito por él o, tal vez, bajo la presión de los secuestradores). Su página de Facebook estuvo activa por un tiempo, pero probablemente sea administrada por otra persona.
La madre de Stanislav (que vive en Makíivka cerca de Donetsk) visitó su apartamento y fue testigo de huellas de entrada ilegal y búsqueda allí. El 16 de julio de 2017, un agente del "Ministerio de Seguridad del Estado" de la RPD confirmó a la madre de Stanislav que su hijo estaba bajo su custodia y que es sospechoso de "espionaje".
Como parte de un intercambio penitenciario entre la RPD y Ucrania, Aséyev fue liberado y entregado a las autoridades ucranianas el 29 de diciembre de 2019.
El periodista describió la guerra del Donbás y su vida bajo ocupación en su novela y en sus informes periodísticos.